# 坎布雷納峰
46°23′15.5″N 09°58′52.1″E / 46.387639°N 9.981139°E

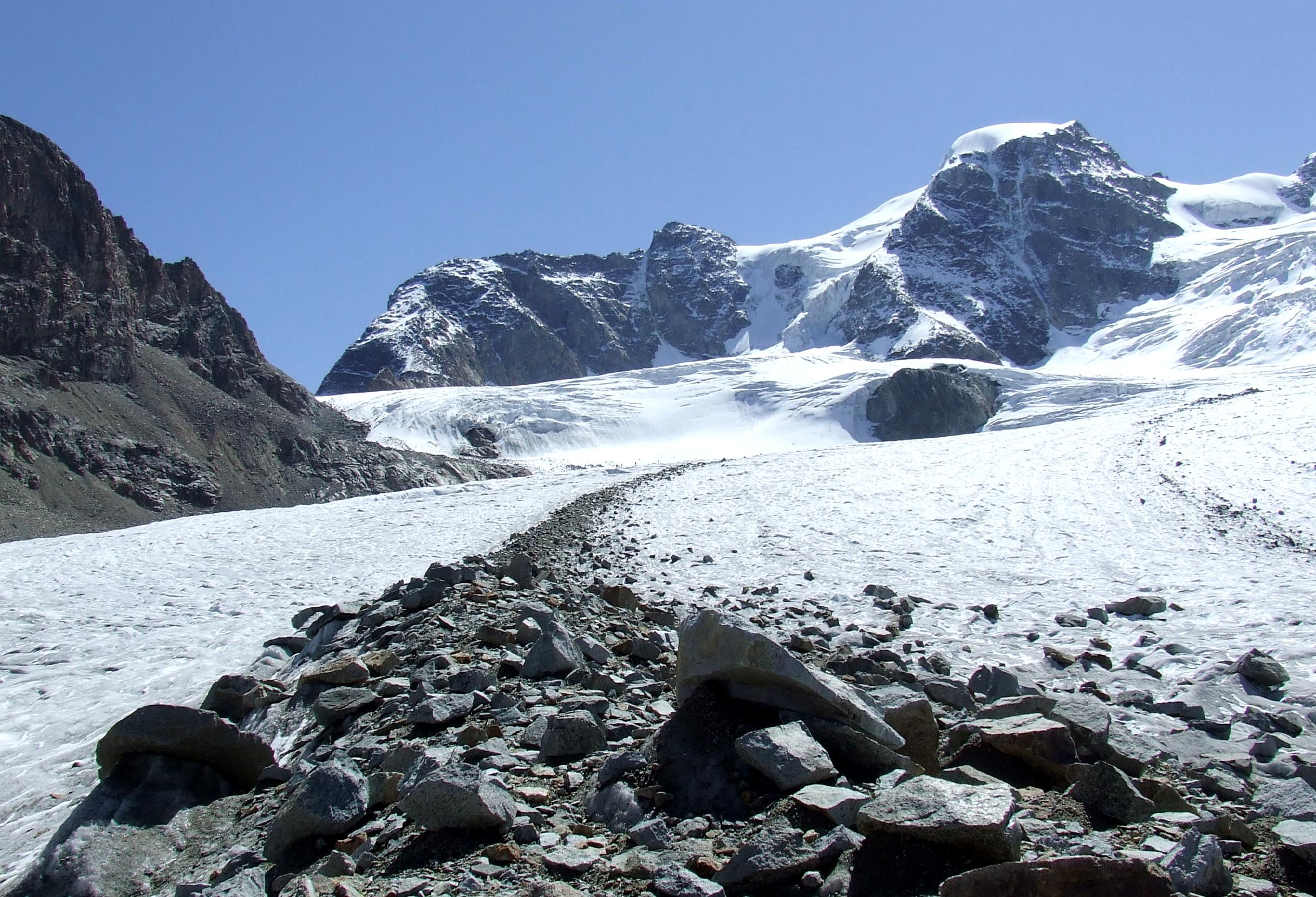

坎布雷納峰（Piz Cambrena），是瑞士的山峰，位於該國東南部，由格勞賓登州負責管轄，屬於貝爾尼納山脈的一部分，海拔高度3,606米，每年平均降雨量1,386毫米。